# Termini (metrostation)

Termini is een metrostation aan de lijnen A en B van de metro van Rome dat op 9 februari 1955 werd geopend.

## Geschiedenis
In 1935 stelde de gouverneur van Rome aan de regering voor om een wereldtentoonstelling in Rome te organiseren. De uitgewerkte plannen in 1937 omvatten, behalve de tentoonstelling zelf, ook een metrolijn ten behoeve van de bezoekers. In 1938 begon de bouw van de metro tussen Termini en het tentoonstellingsterrein. Het metrostation bij het centraal station, waar de internationale bezoekers zouden aankomen, werd ruim opgezet met een grootse uitstraling. De bouw van de metrolijn en het station lagen in verband met de Tweede Wereldoorlog stil tussen 1940 en 1948. De wereldtentoonstelling van 1942 (Esposizione Universale di Roma) werd afgelast maar de metrolijn werd wel afgebouwd. Op 9 februari 1955 opende de Italiaanse president de metro met Termini als noordelijk eindpunt. Vanaf 10 februari 1955 konden ook burgers de metro nemen. Volgens het metroplan uit 1941 zouden, naast de lijn naar de wereldtentoonstelling, ook de lijnen A en C bij Termini een halte krijgen. Na de opening van lijn B werd lijn A verder uitgewerkt en in het tracébesluit van 1959 waren de perrons van lijn A verschoven van de Via Giolitti richting de Piazza dei Cinquecento. Lijn A werd in de zomer van 1979 opgeleverd en begin 1980 begon de reizigersdienst, waarmee Termini overstappunt werd. Vanaf 1985 werd gewerkt aan de verlenging van lijn B naar het noordoosten die in 1990 geopend werd. Pas in 2005 werd de route van Lijn C vastgesteld die ten oosten van de Piazza Venezia een andere route kreeg dan in 1941 en Termini dan ook niet aan doet. Totdat lijn C in 2018 bij San Giovanni werd aangesloten op de rest van het net was Termini het enige overstappunt in het metronet. 

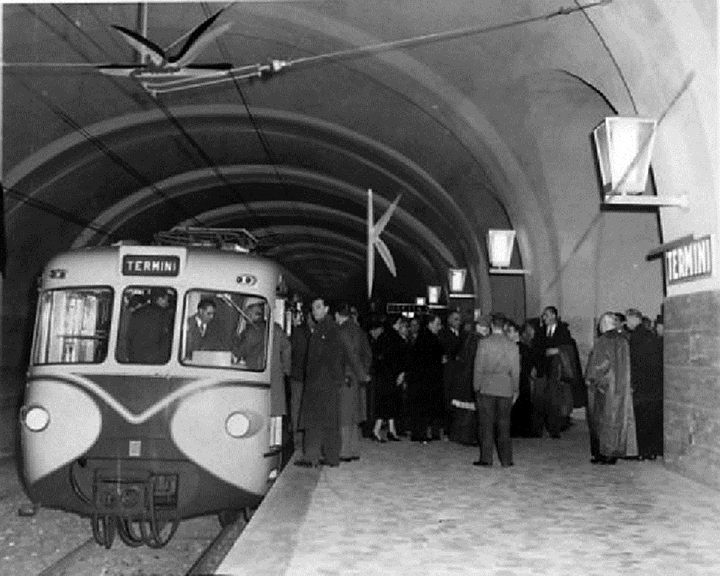
De openingsceremonie op 9 februari 1955
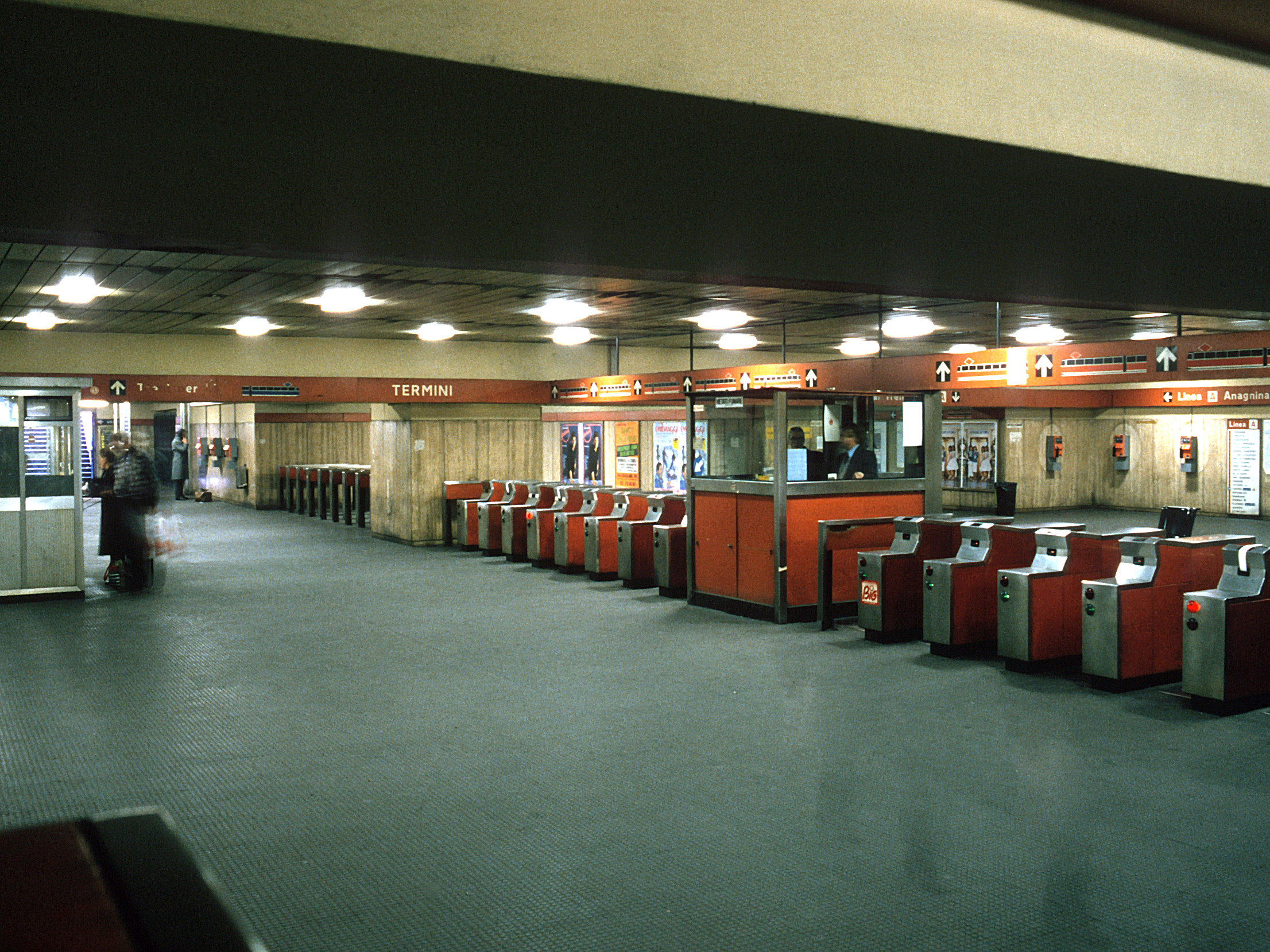
De oorspronkelijke verdeelhal van lijn A in 1989
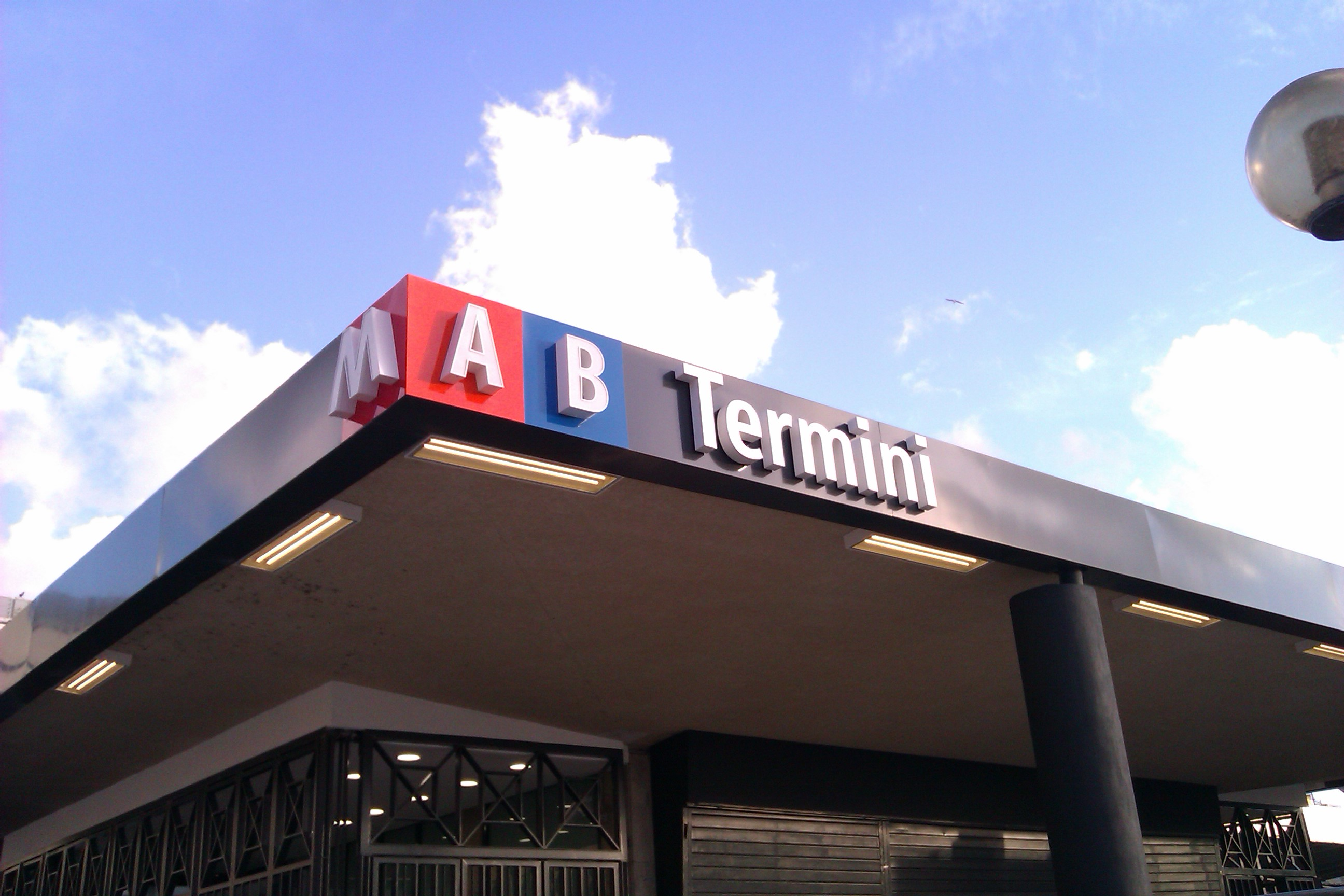
Een van de opgeknapte toegangsgebouwen op de Piazza dei Cinquecento

## Ligging en inrichting
Het metrostation van lijn B ligt parallel aan de gevel van station Termini onder de Piazza dei Cinquecento. Aan de centrumzijde zijn tussen 1963 en 1979 de tunnels van lijn A haaks op lijn B onder de tunnel naar Cavour geboord. Lijn B kent naast het gewelf met de sporen en perrons twee zijhallen met kaartverkoop en diverse winkels. Lijn A kreeg een eigen verdeelhal die boven de tunnel naar Cavour werd gebouwd. Het station is inpandig toegankelijk vanuit het spoorwegstation en via twee toegangsgebouwen op het stationsplein. In verband met de opening van lijn A zijn ook toegangen aan de via Giolitti gerealiseerd. Voor de overstappers zijn er twee routes van lijn A naar lijn B en een route van lijn B naar lijn A. In verband met de verlenging van lijn B werden tussen 1987 en 1990 de perrons van die lijn verschoven tot onder de verdeelhal van lijn A. Aan de andere kant loopt het gewelf sindsdien door boven de helling richting Castro Pretorio die anders te stijl zou worden. In 2005 werden twee nieuwe metrolijnen gepland met de bedoeling de reizigers te spreiden via extra overstappunten bij Ottaviano, Spagna, San Giovanni en Colosseo. Hierdoor zou dan vanaf 2014 Termini ontlast worden maar, behalve aansluiting van lijn C bij San Giovanni in 2018, is anno 2021 geen van de overstappunten gerealiseerd. In het kader van groot onderhoud werd metrostation Termini tussen 2010 en 2013 opgeknapt. Het project van 63 miljoen euro omvatte:
- Herinrichting van de overstaproutes tussen de lijnen om de reizigersstromen beter te verwerken.
- Een extra roltrapgroep voor de uitstappers van lijn A aan de kant van Repubblica
- Vernieuwing van de brandblusinstallatie zodat die aan de nieuwe eisen voldoet.
- Vernieuwing van de afwerking waarbij de tufsteen uit de jaren 70 vervangen werd door witte panelen.
- Aanbrengen van blindengeleidelijnen en nieuwe bewegwijzering.

Bovengronds werden ook de bushaltes en oversteekplaatsen op het stationsplein herbouwd. De sloop van de toegangsgebouwen ging niet door, maar de toegangsgebouwen werden wel opgeknapt en voorzien van een nieuwe daklijst.

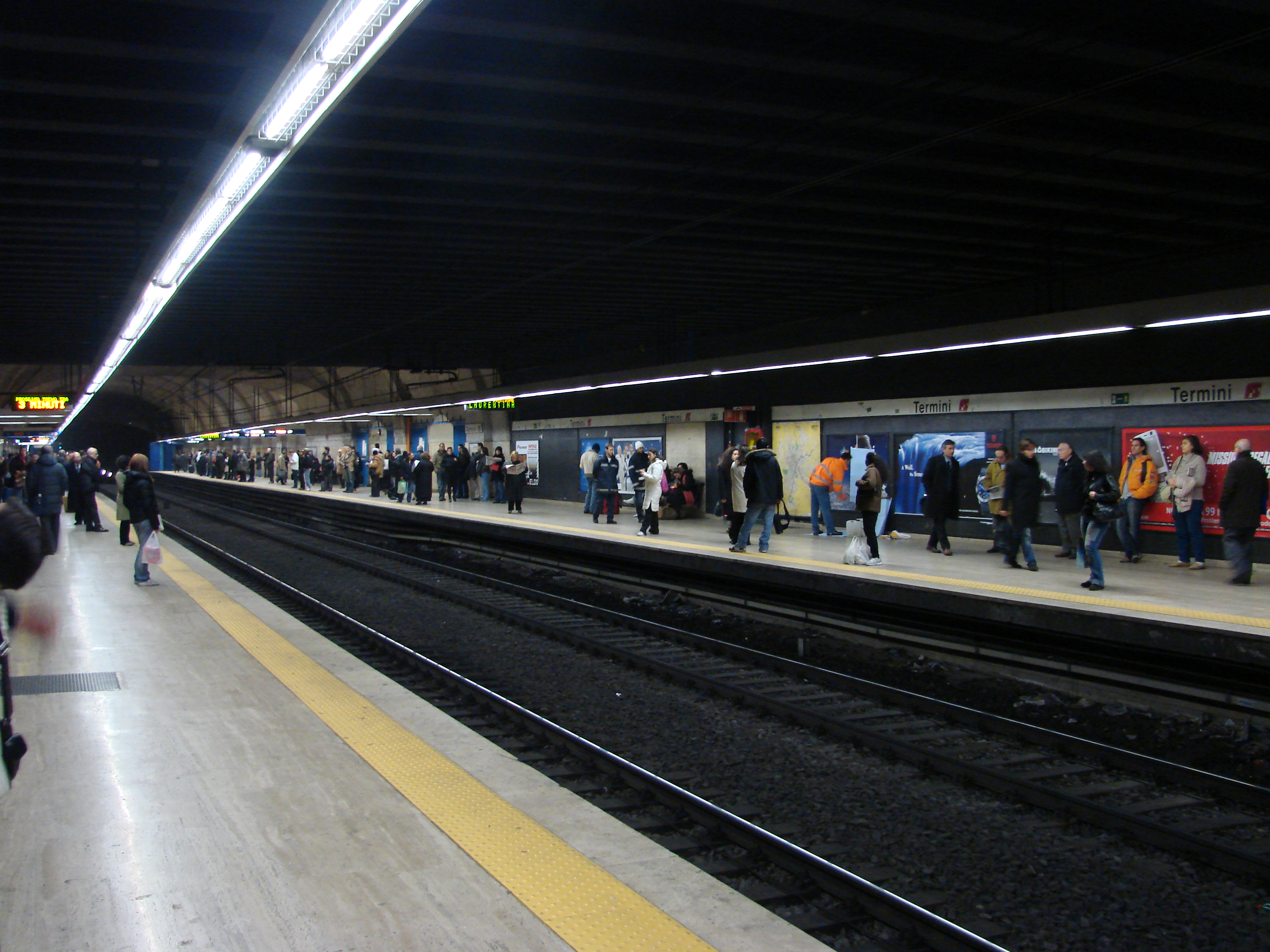
De verschoven perrons onder de verdeelhal van lijn A
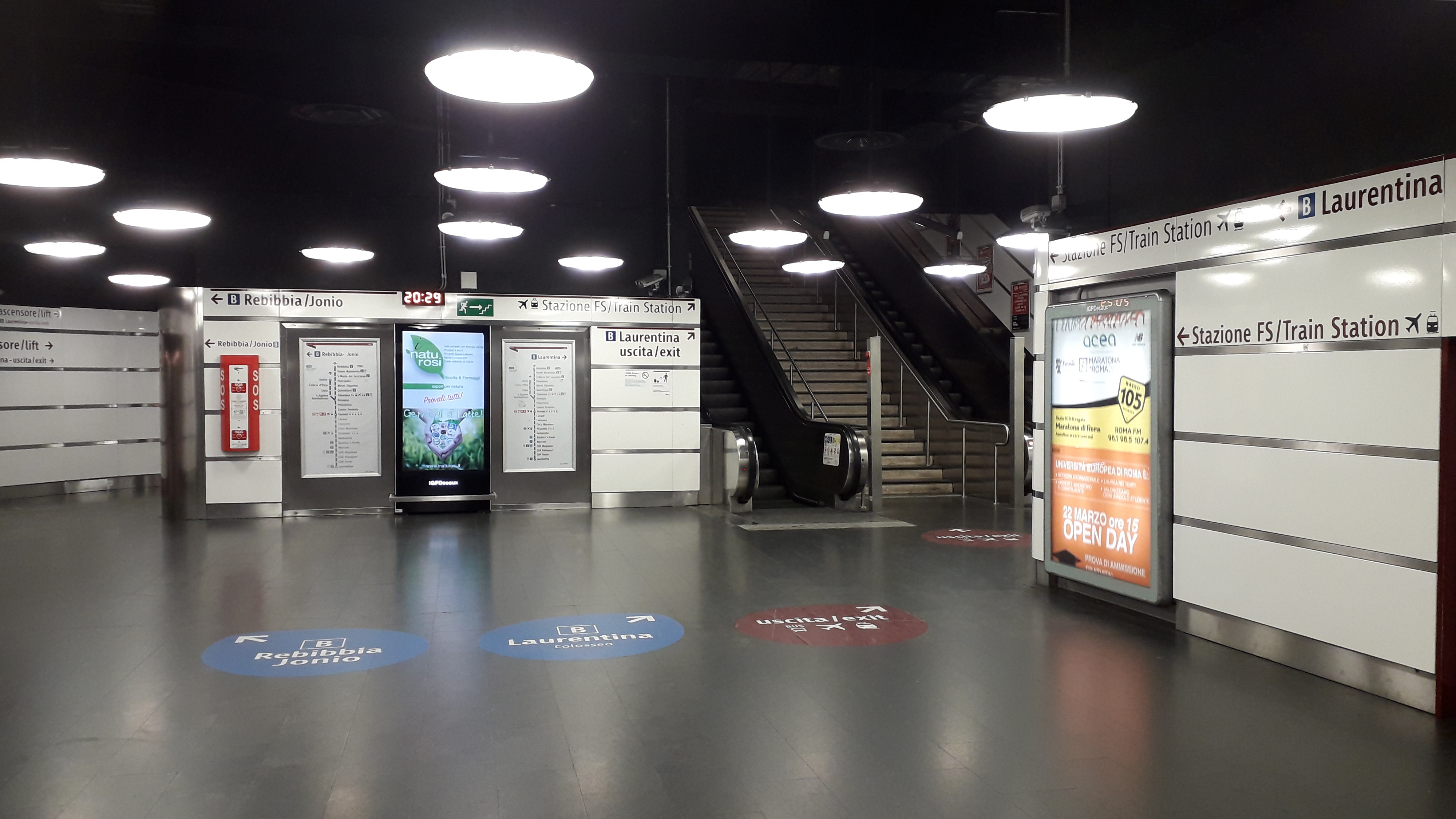
De overstaphal voor reizigers van lijn A naar lijn B of het spoorwegstation na de verbouwing
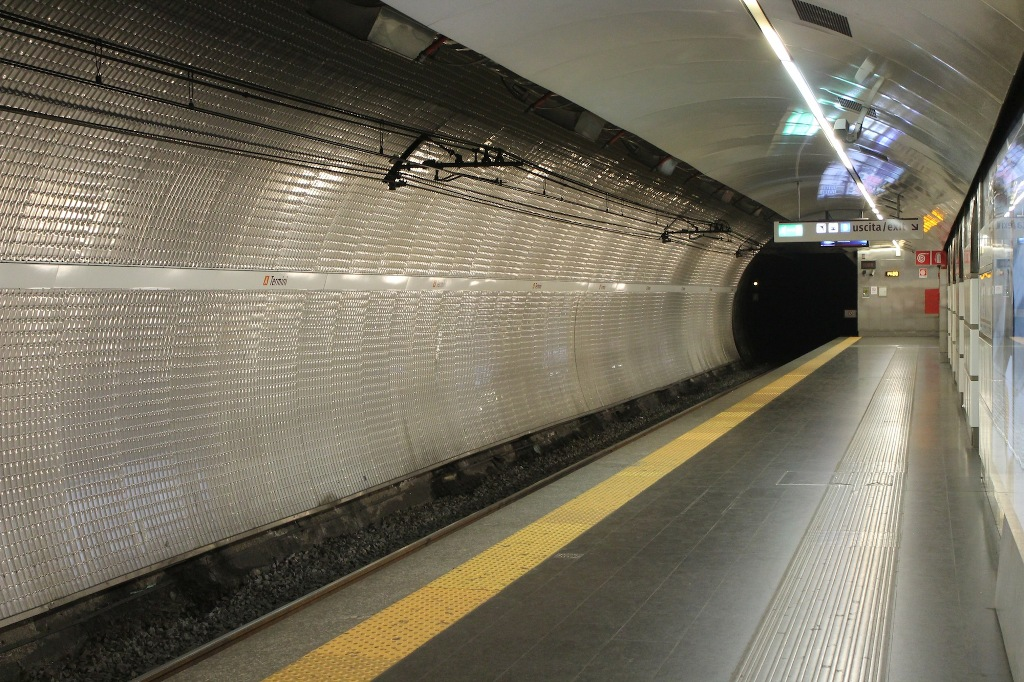
Een van de opgeknapte perrons van lijn A

## Reizigersverkeer
De reizigersdienst begon in 1955 met metrodiensten vanaf het zuidoostelijke perron en voorstadsdiensten vanaf het noordwestelijke perron. De voorstadsdiensten reden twee keer per uur tussen Termini en Lido di Ostia via de metrotunnel en de spoorlijn Rome-Lido. De metrodiensten tussen Termini en EUR reden eveneens door de metrotunnel en ten zuiden van station Piramide over de metrosporen parallel aan de spoorlijn. De beide diensten werden via een kruiswissel aan de centrumzijde van de perrons naar het juiste perron geleid. De wisselwachter regelde de treinenloop vanuit een seinhuisje op het zuidoostelijke perron. Op 16 februari 1980 begon de metrodienst op lijn A  die onder het kruiswissel door was geboord. De voorstadsdiensten werden beëindigd in 1987 toen de aanpassingen ten behoeve van de verlenging van lijn B begonnen. Sindsdien eindigen alle voorstadsdiensten bij station Porta San Paolo. Sinds 1990 is Termini ook geen eindpunt meer voor lijn B en rijden de metro's verder naar het noordoosten.